# Райс, Марсьяль
Марсьяль Райс (фр. Martial Raysse; род. 12 февраля 1936, Гольф-Хуан (около Ниццы), Франция) — французский художник-самоучка, скульптор, живописец и режиссёр.

## Творчество

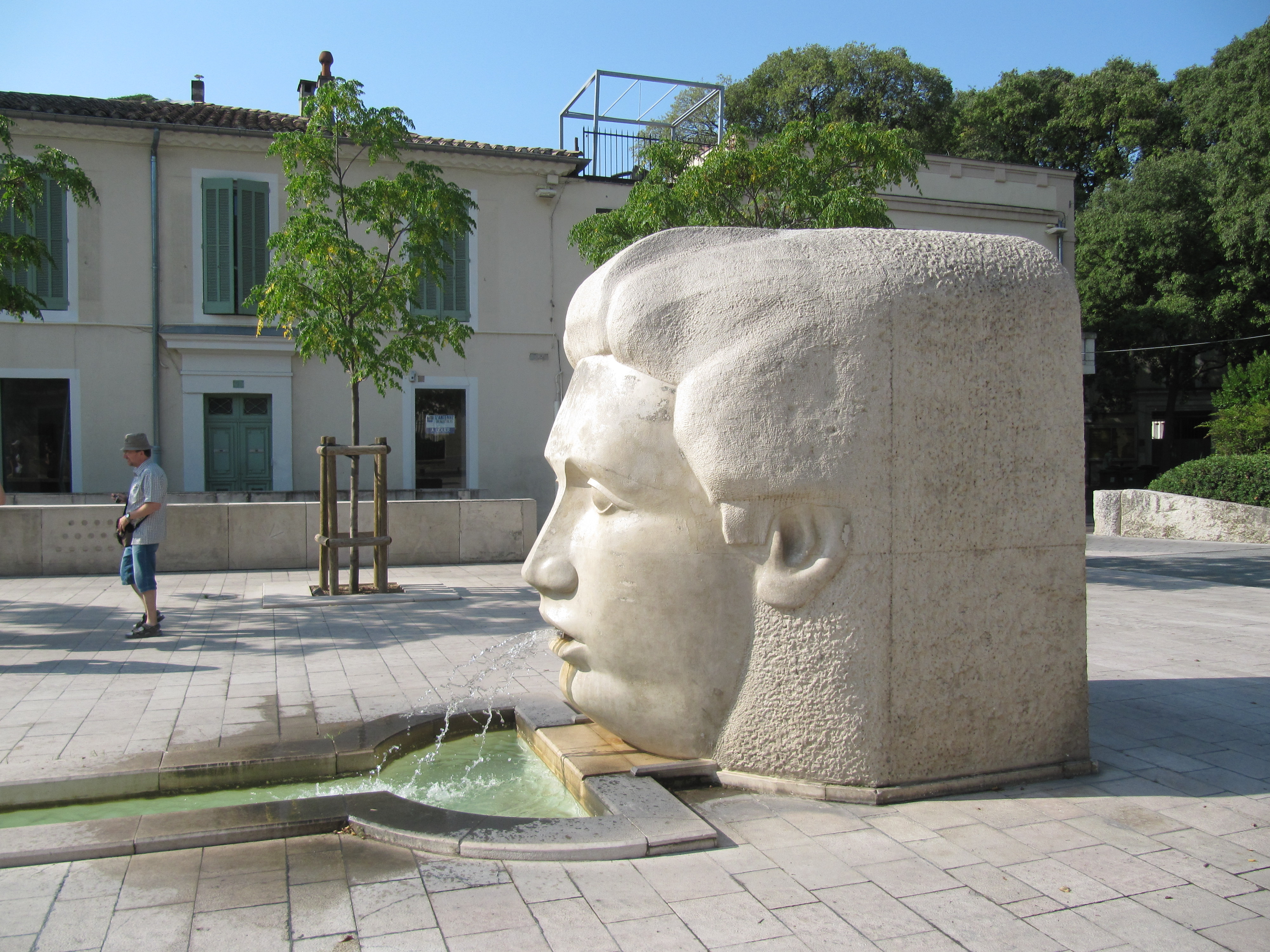
Скульптура Марсьяля Райса на площади Ассас в Ниме

Райс начал рисовать и писать стихи в 12 лет. Его ранними работами были ассамбляжи, которые включали пластиковые объекты. В 1961 году на Парижской биеннале он представил работу, названную «Hygiène de la vision», которая выглядела как пародия на витрину магазина. Райс использовал готовые объекты, отражая в своих работах новый современный мир. Его подход сближает творчество художника с новыми реалистами и поп-артом. Он также создавал прозрачные ассамбляжи, заключая повседневные объекты в пластиковые коробки.
На протяжении 1960-х Райс начал создавать более живописные композиции, основанные на образах из рекламы и истории искусства. В том числе создавал работы, в которой шероховатость исполнения подчеркивалась наложением одной неоновой линии. В середине 1960-х в работах Райса было несколько мотивов, которые он без конца повторял, используя разные виды образов и материалов. В частности, портреты с обведённым контуром ртом или глазом.
После событий 1968 года во Франции творчество Райса претерпело изменения. Он отошёл от урбанистического мира к природе, буколическим идеалам спокойного сообщества в духе Пуссена и мифологии. Он использовал пастель и темперу для изображения магических или фантастических сцен, предвосхищая моду на мифологические темы, которые появились в работах других художников в 1980-х.

## Работы в публичных коллекциях
| - Museum Moderner Kunst Stiftung Ludwig (недоступная ссылка), Вена, Австрия - Museum voor Hedendaagse Kunst Antwerpen, Антверпен, Бельгия - Stedelijk Museum voor Actuele Kunst (недоступная ссылка), Гент, Бельгия. «Portrait de Mme Raysse» (1963) - Louisiana Museum of Modern Art, Хумлебек, Дания - Poitou-Charentes, Ангулем, Франция - Musée Picasso — Château Grimaldi, Антиб, Франция - le Musée de l’Objet, Блуа, Франция - Limousin, Лимож, Франция - Musée d’Art Contemporain Архивная копия от 11 августа 2009 на Wayback Machine, Марсель, Франция. Работа «Bird of paradise». | - Musee d´Art Moderne et d`Art Contemporain Nice, Ницца, Франция - Carré d´art — Musée d´art contemporain de Nîmes, Ним, Франция - Центр Помпиду, Париж, Франция - Musée d’Art Moderne et Contemporain, Страсбур, Франция - Musée d’Art de Toulon, Тулон, Франция - Rhône-Alpes, Institute d`art contemporain, Виллербанн, Франция - Daimler Contemporary, Берлин, Германия - Ludwig Museum im Deutschherrenhaus, Кобленц, Германия - Städtisches Museum Abteiberg, Мёнхенгладбах, Германия | - Macedonian Museum of Contemporary Art, Салоники, Греция - Ludwig Museum — Museum of Contemporary Art, Будапешт, Венгрия - Punta della Dogana — Francois Pinault Foundation, Венеция, Италия - Berardo Museum, Collection of Modern and Contemporary Art, Лиссабон, Португалия - Tate Britain, Лондон, Великобритания - Hirshhorn Museum and Sculpture Garden (недоступная ссылка), Вашингтон, США. Работа «Made in Japan»(1964). - Музей современного искусства, Нью-Йорк, США |